# Tășad
Tășad – wieś w Rumunii, w okręgu Bihor, w gminie Drăgești. W 2011 roku liczyła 1449 mieszkańców.